# Vědecký rasismus

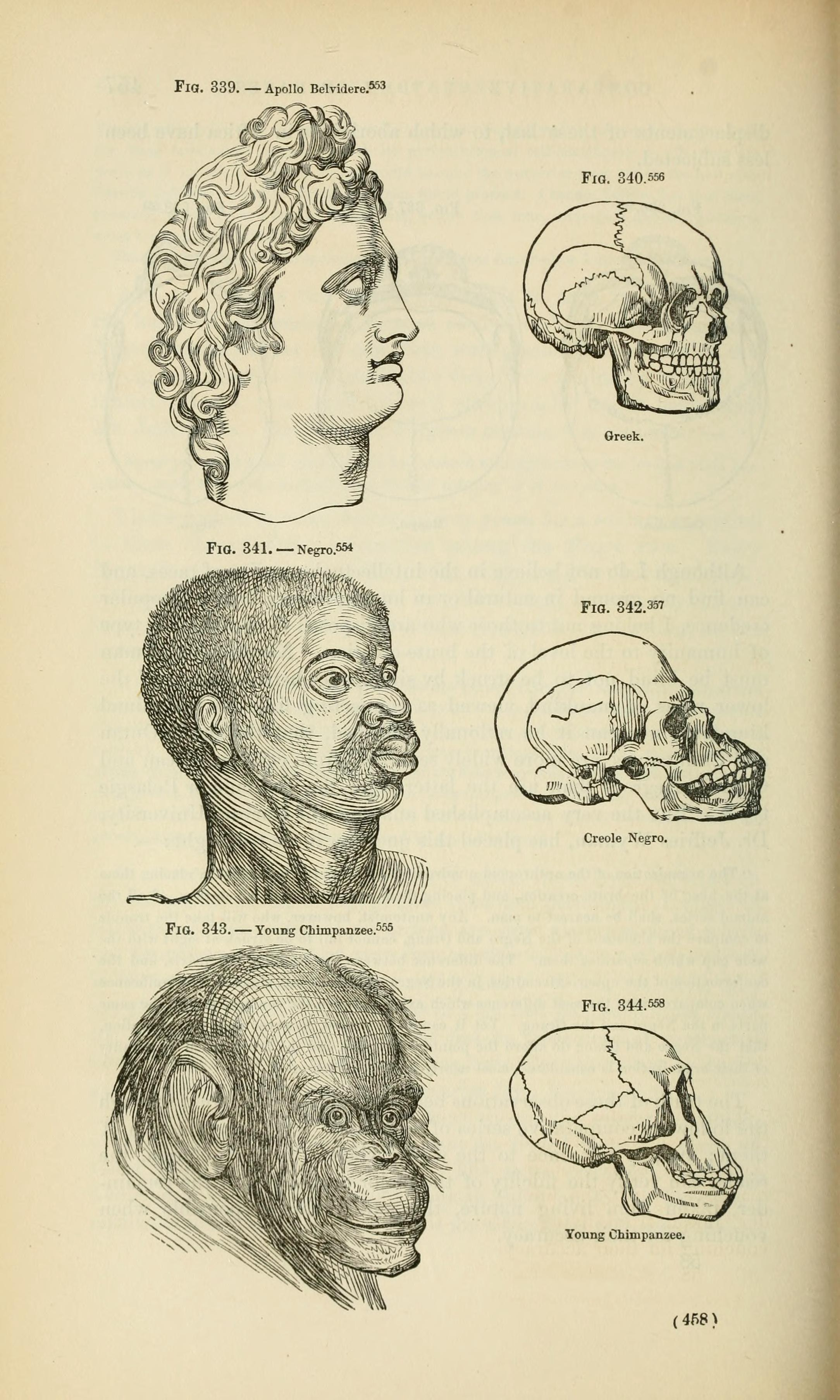
Anatomická „kresba“ ukazující, že kreolský černoch je stejně příbuzný šimpanzovi jako řeckému Apollónovi, 1868

Vědecký rasismus (též pseudovědecký rasismus) je používání vědeckých metod pro ospravedlnění rasismu nebo víry v rasovou nadřazenost. Byl populární v 19. a první polovině 20. století, zdiskreditoval se však zejména v podobě nacistické ideologie. Dnes je obvykle považován za nevědecký, nesprávný a nemorální.
Termín „vědecký rasismus“ se někdy používá jako synonymum pro současné i historické teorie, které zahrnují antropologii, antropometrii, kraniometrii a další vědní disciplíny v konstrukcích, které mají typologicky rozřazovat lidskou populaci do samostatných lidských ras, s poukazováním na nadřazenost nebo podřazenost ras vůči sobě.